# Irena Česneková
Irena Česneková (* 2. Mai 1972 in Třebíč) ist eine frühere tschechische Biathletin.

## Karriere
Cesneková ist eine verheiratete Sportlehrerin aus Třebíč. Sie betrieb seit 1983 Biathlon und startete für SKP Jablonex. Ihr Weltcup-Debüt gab die Tschechin 1992 bei einem Einzel in Pokljuka, das sie als 18. beendete. Noch in derselben Saison erreichte sie in Kontiolahti als Vierte in einem Einzel ihre beste Weltcup-Platzierung. Nach ihrer ersten Saison belegte sie als 17. des Gesamtweltcups ihre beste Platzierung in dieser Wertung in ihrer Karriere. In der nächsten Saison startete sie in Lillehammer bei ihren ersten von vier Olympischen Spielen. Im Einzel wurde sie 50. 1995 trat sie in Antholz bei ihren ersten Biathlon-Weltmeisterschaften an. Bis 2005 startete sie bei allen weiten Welttitelkämpfen. Ihre beste WM-Platzierung erreichte sie als 15. 1999 in einem Einzel am Holmenkollen. 2005 verpasste sie mit der tschechischen Mixed-Staffel, zu der auch Kateřina Holubcová, Roman Dostál und Michal Šlesingr gehörten, als Staffelvierte nur knapp eine Medaille. Ihren einzigen Weltcupsieg feierte Cesneková mit Holubcová, Eva Háková und Jiřina Pelcová in der tschechischen Staffel, die 1997 in Kontiolahti gewann.
Bei mehreren Europameisterschaften konnte Cesneková internationale Medaillen gewinnen. 2000 holte sie in Zakopane Staffelsilber, 2002 in Kontiolahti Bronze im Einzel, 2003 erneut Staffelsilber in Forni Avoltri und 2005 Staffelbronze in Nowosibirsk. Nach ihren vierten Olympischen Spielen 2006 in Turin (67. im Einzel) beendete Cesneková nach 14 Jahren im Weltcup ihre Karriere.

## Biathlon-Weltcup-Platzierungen
Die Tabelle zeigt alle Platzierungen (je nach Austragungsjahr einschließlich Olympische Spiele und Weltmeisterschaften).
- 1.–3. Platz: Anzahl der Podiumsplatzierungen
- Top 10: Anzahl der Platzierungen unter den ersten zehn (einschließlich Podium)
- Punkteränge: Anzahl der Platzierungen innerhalb der Punkteränge (einschließlich Podium und Top 10)
- Starts: Anzahl gelaufener Rennen in der jeweiligen Disziplin

| Platzierung | Einzel | Sprint | Verfolgung | Massenstart | Team | Staffel | Gesamt |
| ----------- | ------ | ------ | ---------- | ----------- | ---- | ------- | ------ |
| 1. Platz    |        |        |            |             |      | 1       | 1      |
| 2. Platz    |        |        |            |             |      |         |        |
| 3. Platz    |        |        |            |             |      |         |        |
| Top 10      | 3      | 2      | 1          |             | 2    | 35      | 43     |
| Punkteränge | 17     | 27     | 16         | 2           | 2    | 44      | 108    |
| Starts      | 53     | 90     | 47         | 4           | 2    | 44      | 240    |

## Weblink
- Statistik bei Biathlonworld

| Personendaten    | Personendaten                    |
| ---------------- | -------------------------------- |
| NAME             | Česneková, Irena                 |
| ALTERNATIVNAMEN  | Cesnekova, Irena; Novotna, Irena |
| KURZBESCHREIBUNG | tschechische Biathletin          |
| GEBURTSDATUM     | 2. Mai 1972                      |
| GEBURTSORT       | Třebíč                           |